# Seznam starostů Jeruzaléma
Seznam starostů Jeruzaléma od roku 1838.
 Období Osmanské říše (1517–1917)
- 1838–1863 Ahmad Agha Duzdar
- 1863–1882 Abdelrahman al-Dadžani
- 1882–1897 Salim al-Husajni
- 1899–1907 Jusuf al-Chalidi
- 1907–1909 Faidi al-Alami
- 1909–1917 Husejn al-Husajni

 Období Britského mandátu (1917–1948)
- 1917–1918 Aref al-Dajani
- 1918–1920 Musa al-Husajni
- 1920–1934 Radžib Našašibi
- 1934–1937 Husejn al-Chalidi
- 1937–1938 Dani'el Auster
- 1938–1944 Mustafa al-Chalidi
- 1944–1945 Dani'el Auster
- 1945–1949 vojenská rada

| Starostové Západního Jeruzaléma (1948–1967) - 1949–1950 Dani'el Auster - 1951–1952 Zalman Šragaj - 1952–1955 Jicchak Kariv - 1955–1959 Geršon Agron - 1959–1965 Mordechaj Iš-Šalom | Starostové Východního Jeruzaléma (1948–1967) - 1948–1950 Anvar al-Chativ - 1950–1951 Aref al-Aref - 1951–1952 Chana Atallah - 1952–1955 Omar Va'ari - 1955–1957 městská rada - 1957–1967 Ruchi al-Chativ - 1967–1999 Amin al-Madžadž (pouze titulárně) |

 Sjednocený Jeruzalém (od 1967)
- 1965–1993 Teddy Kollek
- 1993–2003 Ehud Olmert
- 2003–2008 Uri Lupolianski
- 2008–2018 Nir Barkat
- od 2018 Moshe Lion